# 米羅柳比夫卡 (托馬基夫卡區)
47°44′51″N 34°54′34″E / 47.74750°N 34.90944°E
米羅柳比夫卡（烏克蘭語：Миролюбівка），是烏克蘭中部的村莊，隸屬第聶伯羅彼得羅夫斯克州的尼科波爾區。該村距離新米哈伊利夫卡和格魯舍韋1.5公里，海拔高度110米，2001年人口61。